# Schiavinatoïta
La schiavinatoïta és un mineral de la classe dels borats. Rep el seu nom en honor del mineralogista italià, Giuseppe Schiavinato (1915-1996), qui va recolzar l'avanç de la mineralogia a Itàlia.

## Característiques
La schiavinatoïta és un borat de fórmula química NbBO₄. Va ser aprovada com a espècie vàlida per l'Associació Mineralògica Internacional l'any 1999. Cristal·litza en el sistema tetragonal. La seva duresa a l'escala de Mohs és 8. És l'anàleg amb niobi de la behierita, amb la qual es troba íntimament associada. És el segon mineral amb niobi essencial i bor després de la nioboholtita.
Segons la classificació de Nickel-Strunz, la schiavinatoïta pertany a «06.AC - Monoborats, B(O,OH)₄, amb i sense anions addicionals; 1(T), 1(T)+OH, etc.» juntament amb els següents minerals: sinhalita, pseudosinhalita, behierita, frolovita, hexahidroborita, henmilita, bandylita, teepleïta, moydita-(Y), carboborita, sulfoborita, lüneburgita, seamanita i cahnita.

## Formació i jaciments
Va ser descoberta a la mina d'Antsongombato, a la comuna d'Andrembesoa del districte de Betafo, a la regió de Vakinankaratra (Província d'Antananarivo, Madagascar), on sol trobar-se associada a altres minerals com: xenotima, turmalina, tantalita-(Mn), pol·lucita, monazita, microlita, londonita-rhodizita, hübnerita, danburita, columbita-(Mn), beril i behierita. Es tracta de l'únic indret on ha estat trobada aquesta espècie mineral.